# Artorima erubescens
Artorima erubescens ist die einzige Art der Pflanzengattung Artorima innerhalb der Familie der Orchideen (Orchidaceae). Sie wächst epiphytisch in Kiefern- und Eichenwäldern in Hochlagen Mexikos. Es ist eine der wenigen Orchideenarten, bei der die Pollinien an das Bein eines die Blüte besuchenden Insekts geheftet werden.

## Beschreibung

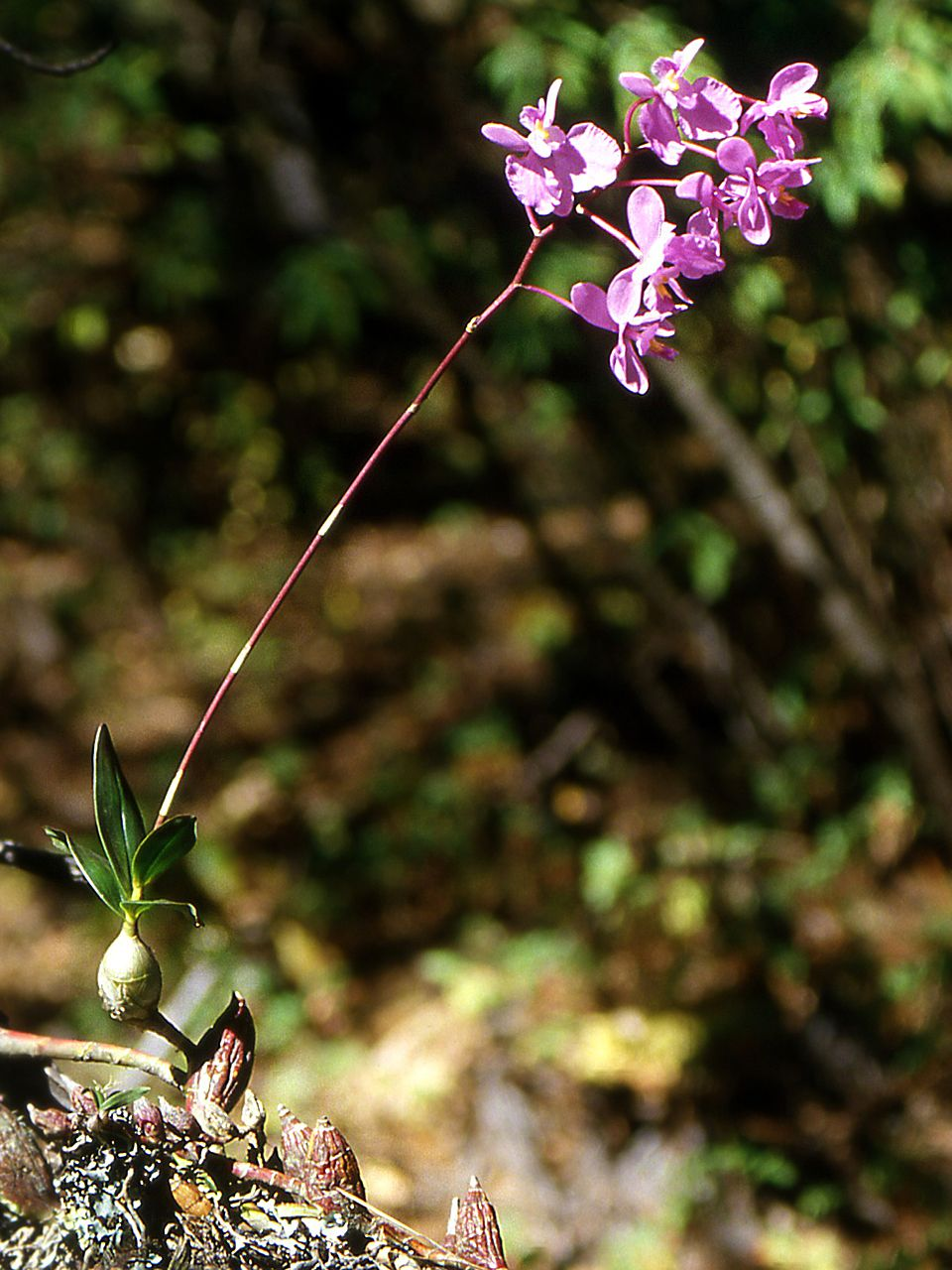
Habitus und Blütenstand

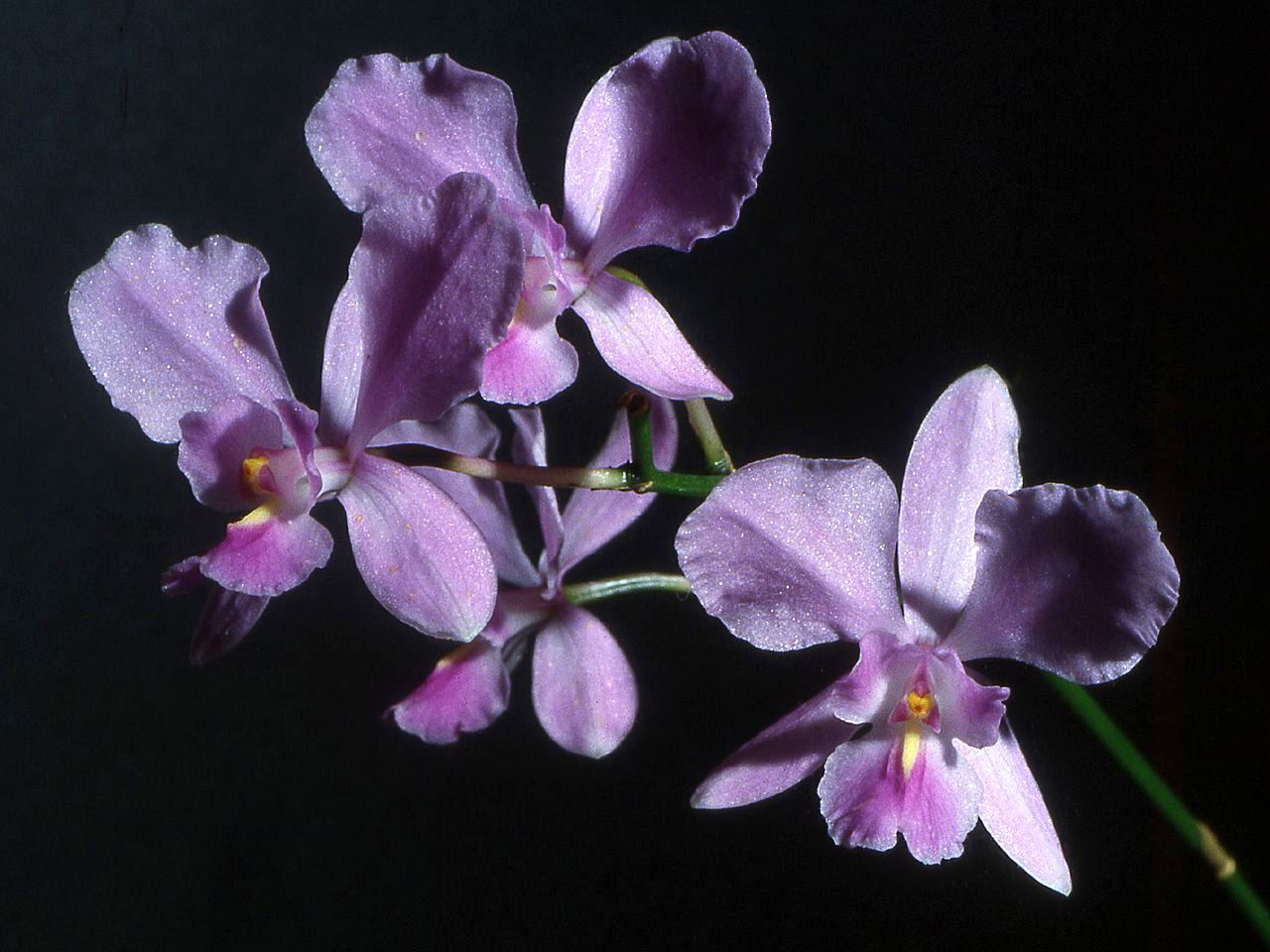
Blütenstand

### Vegetative Merkmale
Artorima erubescens wächst als ausdauernde krautige Pflanze. Die Sprossachsen von  stehen in Abständen von bis zu 30 Zentimeter an einem dicken, kriechenden, von Niederblättern umhüllten Rhizom. Die Sprosse bilden rundliche, rötlich-braune, aus mehreren Internodien bestehende Internodien. Drei bis sechs Laubblätter stehen im oberen Teil der Pseudobulben.

### Generative Merkmale
Die Blütezeit reicht von November bis Februar. Der endständige, rispige Blütenstand kann eine Länge von 20 bis zu 100 Zentimetern erreichen und sechs bis 100 Blüten tragen. Die resupinierten Blüte sind rosafarben. Der Fruchtknoten dunkel-purpurfarben. Die Sepalen sind länglich-oval. Die beiden äußeren Petalen sind breit-spatelförmig und am Rand leicht gewellt. Die Lippe ist dreilappig, die Seitenlappen sind nach oben geschlagen und umschließen die Säule; wo sie das vordere Ende der Säule erreichen, sind sie nach außen gebogen. Der mittlere Lappen ist wiederum undeutlich zweilappig oder an der Spitze leicht eingebuchtet, die beiden Lappen sind dachartig nach unten gebogen. An der Basis ist die Lippe mit der Säule verwachsen, von dort bis zur Mitte des mittleren Lappens erstreckt sich ein gelber, dreikieliger Kallus. Ebenfalls gelb ist der Staubbeutel. Die Säule ist lang und gerade. An den Seiten ist die Säule geflügelt, diese Flügel sind auf der Unterseite der Säule zusammengeklappt und verdecken die Unterseite – und damit die Narbe und die Pollinien.

## Ökologie
Die farbigen Blüten mit der gelben Mitte locken Bienen an. Geraten diese mit einem Bein in den Schlitz zwischen den Flügeln der Säule, versuchen sie sich frei zu strampeln und bekommen dabei ein Pollinium an das Bein geklebt bzw. berühren mit einem zuvor angehefteten Pollinium die Narbe.

## Vorkommen
Artorima erubescens kommt nur in den mexikanischen Bundesstaaten Oaxaca und Guerrero vor. Sie wächst in Höhenlagen von 2400 bis 3100 Meter der Sierra Madre del Sur und der Sierra San Felipe. Sie kommt als Epiphyt in Nebelwäldern mit Kiefern- und Eichenarten vor. Die Temperaturen können dort zwischen Tag und Nacht stark schwanken und in Winternächten, zur Blütezeit von Artorima erubescens, bis auf den Gefrierpunkt fallen.

## Systematik
Diese Art wurde 1840 durch John Lindley als Epidendrum erubescens in Journal of Botany (Hooker), Band 3, Seite 87 erstbeschrieben. Diese Art wurde durch Rudolf Schlechter 1914 in die Gattung Encyclia gestellt. Robert Louis Dressler (1927–2019) und Glenn E. Pollard (1901–1976) stellten 1971 eine eigene Gattung Artorima in Phytologia; Designed to Expedite Botanical Publication, Band 21, Seite 439 für Artorima erubescens (Lindl.) Dressler & G.E.Pollard auf.
Die Gattung Artorima gehört zur Tribus Epidendreae in der Unterfamilie Epidendroideae innerhalb der Familie Orchidaceae. Artorima ist nah verwandt mit Prosthechea und Alamania. Weitere verwandte Gattungen sind in der Subtribus Laeliinae zusammengefasst.
Der Gattungsname Artorima setzt sich zusammen aus den lateinischen Begriffen „artus“ und „rima“ und bedeutet „schmaler Spalt“; er bezieht sich auf die Flügel der Säule, zwischen denen nur ein Spalt bleibt. Das Artepitheton erubescens für „errötend“ bezieht sich auf die rosafarbenen Blüten.

## Verwendung
Artorima erubescens werden in Mexiko manchmal als aus der Natur entnommene Schnittblumen verwendet. Die Kultur ist aufgrund der großen Abstände zwischen den Pseudobulben und den Ansprüchen an kühle Temperaturen und hohe Luftfeuchtigkeit nur selten gelungen.